# Fluttuazioni solari

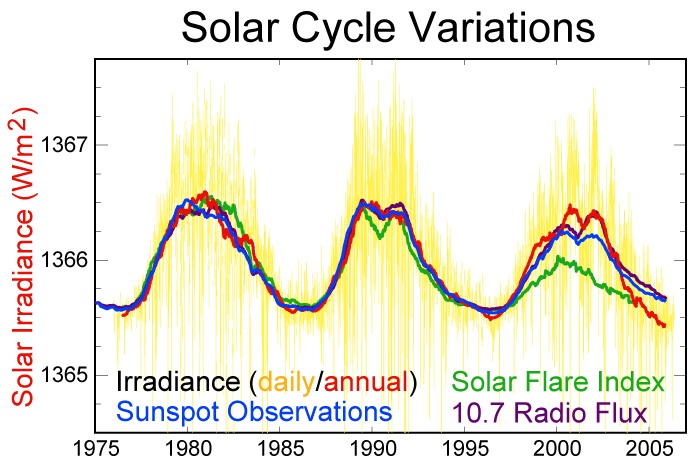
Fluttuazioni dell'energia solare negli ultimi 30 anni

Le fluttuazioni solari sono le variazioni nella quantità di radiazioni emesse dal Sole.

## Descrizione
Ci sono componenti periodiche quali il ciclo undecennale delle macchie solari ed aperiodiche. Negli ultimi anni del XX secolo l'attività solare è stata monitorata grazie ai satelliti artificiali in orbita. Grazie ad altri indicatori naturali ne è stata dedotta la storia nei secoli precedenti. I climatologi sono interessati a comprendere quanto, nel caso, le variazioni solari influenzino il clima sulla terra. Gli effetti delle attività solari sulla Terra sono detti "solar forcing".

### Cause
Questi cambiamenti sono dovuti alla quantità di energia emessa dal Sole , e sono rilevabili grazie a variazioni di luminosità, variazioni del vento solare e dal campo magnetico.
Tra le cause che producono questo fenomeno quella più probabile è stata formulata da Horace Welcome Babcock, il quale dice che esiste un legame fra fenomeni elettrodinamici del Sole e quelli elettromagnetici.

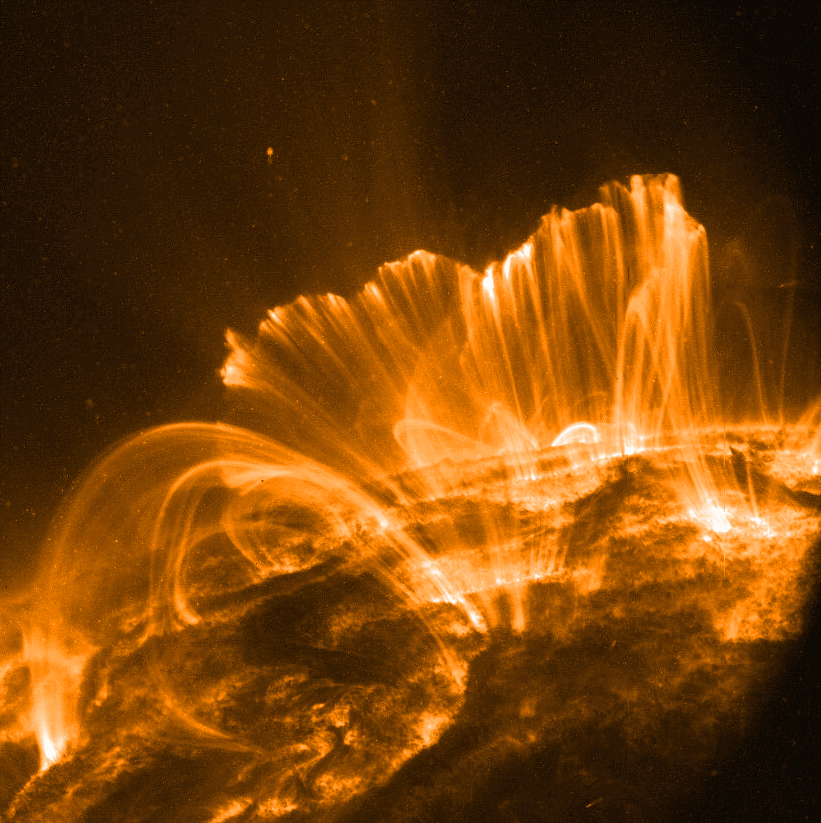
Brillamenti spesso collegati alla riconnessione delle linee del campo magnetico

Ciò potrebbe essere spiegato dalla differente rotazione della nostra stella alle varie latitudini: per esempio la zona equatoriale ogni tre anni compie cinque rotazioni in più rispetto alla zona che si trova a 50° di latitudine; questo potrebbe produrre una distorsione delle linee del campo magnetico che fuoriescono dalla superficie per poi rientrare formando una specie di cappio.
Heinrich Schwabe, un farmacista tedesco che aveva come hobby l'astronomia, per ben 17 anni osservò periodicamente ogni giorno il disco solare e constatò che da una minima presenza di macchie avveniva un repentino aumento del loro numero per un periodo di 4,6 anni fino ad arrivare ad un valore massimo per poi dare seguito ad una diminuzione per una durata di 6,4 anni fino a giungere ad un nuovo minimo. Complessivamente fra i due minimi intercorrevano ben 11 anni. Siccome le osservazioni iniziarono nel 1755 venne in uso comune numerare progressivamente i cicli iniziando da questa data. Ora noi ci troviamo nel 24° ciclo che è  iniziato nel giugno 2009 e che terminerà nell'anno 2020.
Vi è una stretta relazione fra il campo magnetico ed il ciclo di attività.

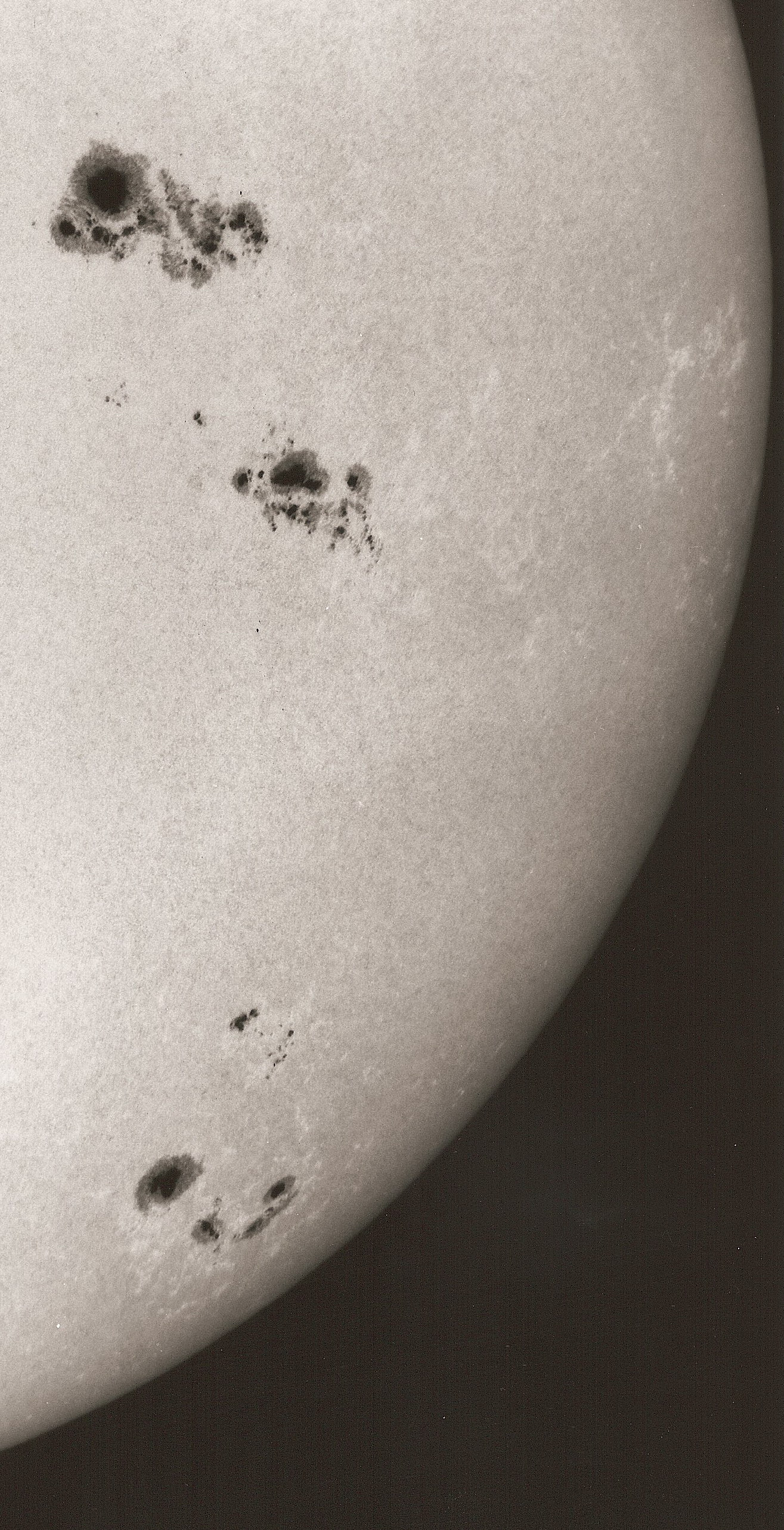
Macchie solari

George Ellery Hale e Seth Barnes Nicholson hanno notato che la maggior parte delle macchie solari nello stesso ciclo attive nell'emisfero Nord del Sole hanno la stessa polarità che risulta invertita se andiamo a considerare l'emisfero Sud. Questa disposizione resterà conforme per tutta la durata del ciclo, ma le polarità si invertiranno quando subentrerà il ciclo successivo; quindi sarebbe più giusto parlare di cicli di 22 anni affinché le analoghe condizioni si ripetano. (Inversione di polarità magnetica).
Gustav Sporer e, presumibilmente Padre Scheiner, notarono che le macchie si formavano entro i 10° e 35° di latitudine; cominciavano a formarsi verso i 35° per poi, con l'avanzare del ciclo, migrare verso latitudini più basse fino a che al termine dello stesso ciclo comparivano all'altezza dell'equatore.
Questi cicli di 11 anni a loro volta variano entro un periodo di 80 anni formando una specie di Super Ciclo. Si sono trovati anche altri periodi più lunghi: 200 – 400 – 600 anni.
Le riviste “ Geophisical Research Letters “ e “Science” hanno pubblicato un resoconto in cui dicono che gli strati troposferici dell'atmosfera terrestre variano a causa di una repentina diminuzione della radiazione solare ultravioletta e che il ciclo solare undecennale varia molto più di quello che si pensasse in precedenza.
Stanley Solomon, membro del team del Centro Nazionale per la ricerca atmosferica (NCAR) di Boulder nel Colorado afferma che i minimi dei cicli solari non sono tutti uguali, modificando le orbite dei satelliti artificiali che girano attorno alla Terra dato che lo strato superiore dell'atmosfera, la termosfera, diminuisce la propria densità. Nei periodi di bassa intensità del Flusso Solare (SF, ossia "Solar Flux"), la termosfera si raffredda e la sua variazione di densità appare essere anche maggiore del 30% rispetto al valore medio atteso. Dal 1996 al 2008 c'è stata una diminuzione della densità della termosfera pari al 31% dove solo il 3%  appare causato dal biossido di carbonio (potente gas serra). Da qui scaturirebbe che, sia le basse temperature, sia le densità termosferiche, siano causate da bassi livelli di radiazione ultravioletta.